# Tephrosia carrollii
Tephrosia carrollii là một loài thực vật có hoa trong họ Đậu. Loài này được O. Téllez miêu tả khoa học đầu tiên năm 1985.